# Petty Enterprises
Petty Enterprises est une ancienne écurie NASCAR basée à Randleman en Caroline du Nord et dirigée par Lee Petty, Richard Petty Kyle Petty et Boston Ventures.

## Parcours
Engagée dans le championnat dès la première saison en 1949, l'écurie remporte en 60 années de participation 268 victoires et 10 titres entre 1954 et 1979, dont les 7 titres de Richard Petty au volant de la voiture no 43. 
En 2009, l'équipe fusionne avec Evernham Motorsports pour donner naissance à la Richard Petty Motorsports.